# Hualing Xingma Automobile

CAMC Logo vertical

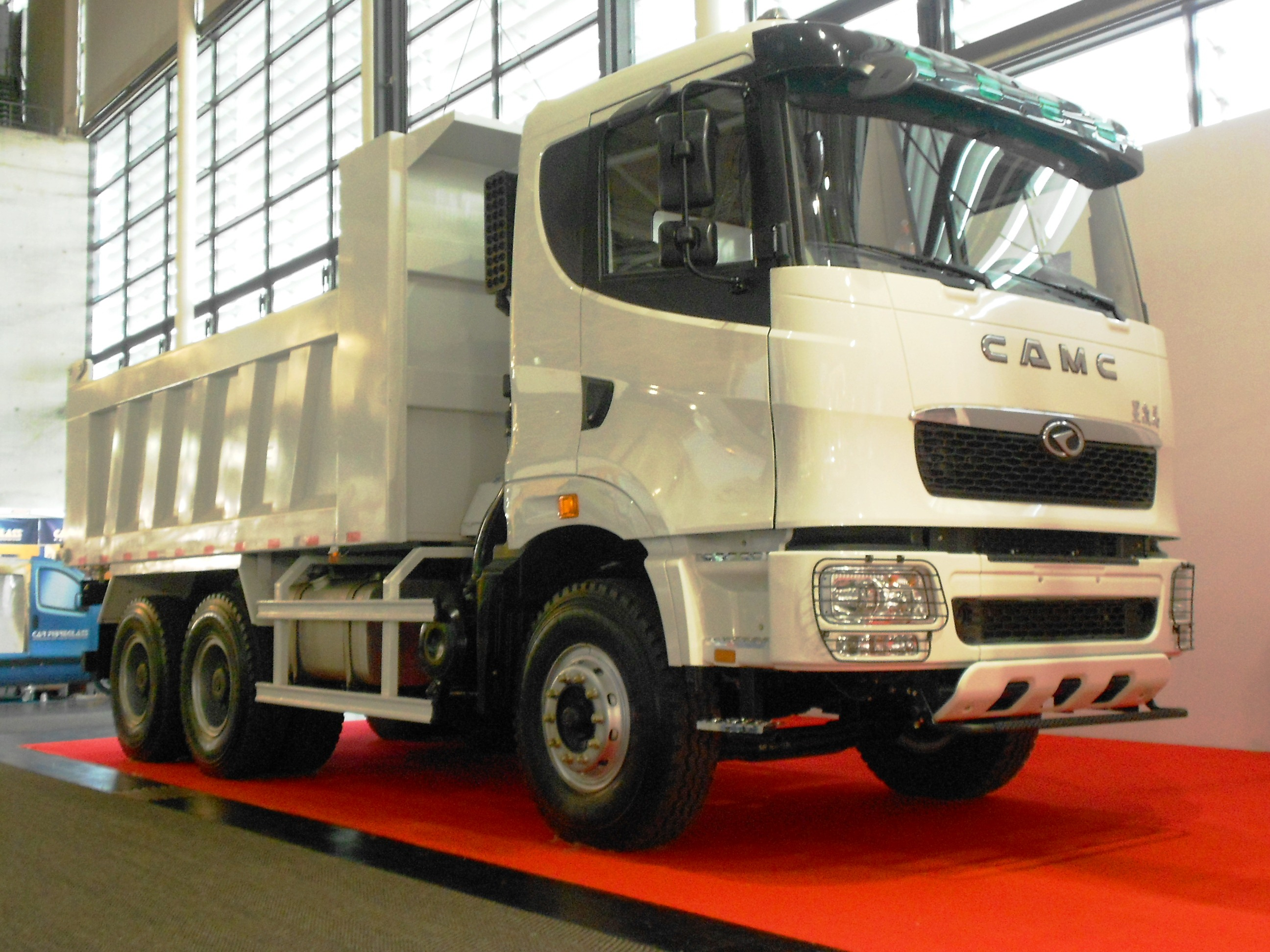
CAMC Muldenkipper auf der Internationalen Automobil-Ausstellung in Hannover 2012.

Hualing Xingma Automobile (Group) Co., Ltd. ist ein chinesisches Unternehmen und produziert vor allem schwere Lastkraftwagen der Marke CAMC.

## Geschichte
Das Unternehmen geht aus dem 1970 gegründeten Baumaschinenhersteller Maanshan Building Material Machinery Factory hervor. 1979 erfolgte der Bau des ersten Lastkraftwagens, einem zweiachsigen Silofahrzeug für den Zementtransport. Im Folgejahr begann dessen Serienproduktion.
1996 brachte der Hersteller ein selbstentwickeltes Betonmischfahrzeug auf den Markt, vier Jahre später seine erste Autobetonpumpe.
Mit Genehmigung durch die Behörden der Provinz Anhui erfolgte 1999 die Umbenennung in Anhui Xingma Automobile Co., Ltd.; Anteile des Unternehmens wurden erstmals im April 2003 an der Börse von Shanghai (stock code: 600375) notiert. 
Im gleichen Jahr wurde die Hualing Automobile Co., Ltd als Tochtergesellschaft gegründet; gleichzeitig wurde mit dem japanischen Mitsubishi-Konzern ein Vertrag über eine technische Zusammenarbeit für zehn Jahre geschlossen.
2006 war er der erste chinesische Nutzfahrzeughersteller, der auf der Internationalen Automobil-Ausstellung in Hannover vertreten war. Ausgestellt waren eine Sattelzugmaschine und ein Fahrmischer.
Nach einer umfangreichen Neuorganisation und der Integration der Anhui Hualing Automobile Co. erfolgte im März 2011 die Umbenennung in Hualing Xingma Automobile (Group) Co., Ltd.

## Konzernstruktur
Das Unternehmen beschäftigt am Standort Ma’anshan, einem Zentrum der chinesischen Stahlindustrie, rund 6.500 Mitarbeiter (Stand: 2013). Auf einer Grundstücksfläche von 20,2 Quadratkilometern und einer bebauten Fläche von 400.000 Quadratmetern befinden sich die Produktionsanlagen der fünf wesentlichen Tochtergesellschaften:
- Anhui Hualing Automobile Co., Ltd.
- Anhui Xingma Automobile Co., Ltd.,
- Anhui Hualing Axle Co., Ltd.,
- Anhui Xingkaima Power Co., Ltd. sowie
- Anhui Forma Automobile Parts (Group) Co., Ltd. (Automobilzulieferer).

Die jährliche Produktionskapazität beträgt nach Angaben des Konzerns 100.000 schwere Lastkraftwagen, 50.000 Motoren und 50.000 Spezialfahrzeuge.
Wie alle großen chinesischen Unternehmen arbeitet es eng mit Forschungseinrichtungen von Universitäten zusammen, z. B. mit der renommierten Tsinghua-Universität Peking, der Jiaotong-Universität Shanghai, der Hunan-Universität und der Technischen Universität von Hefei.

## Produkte

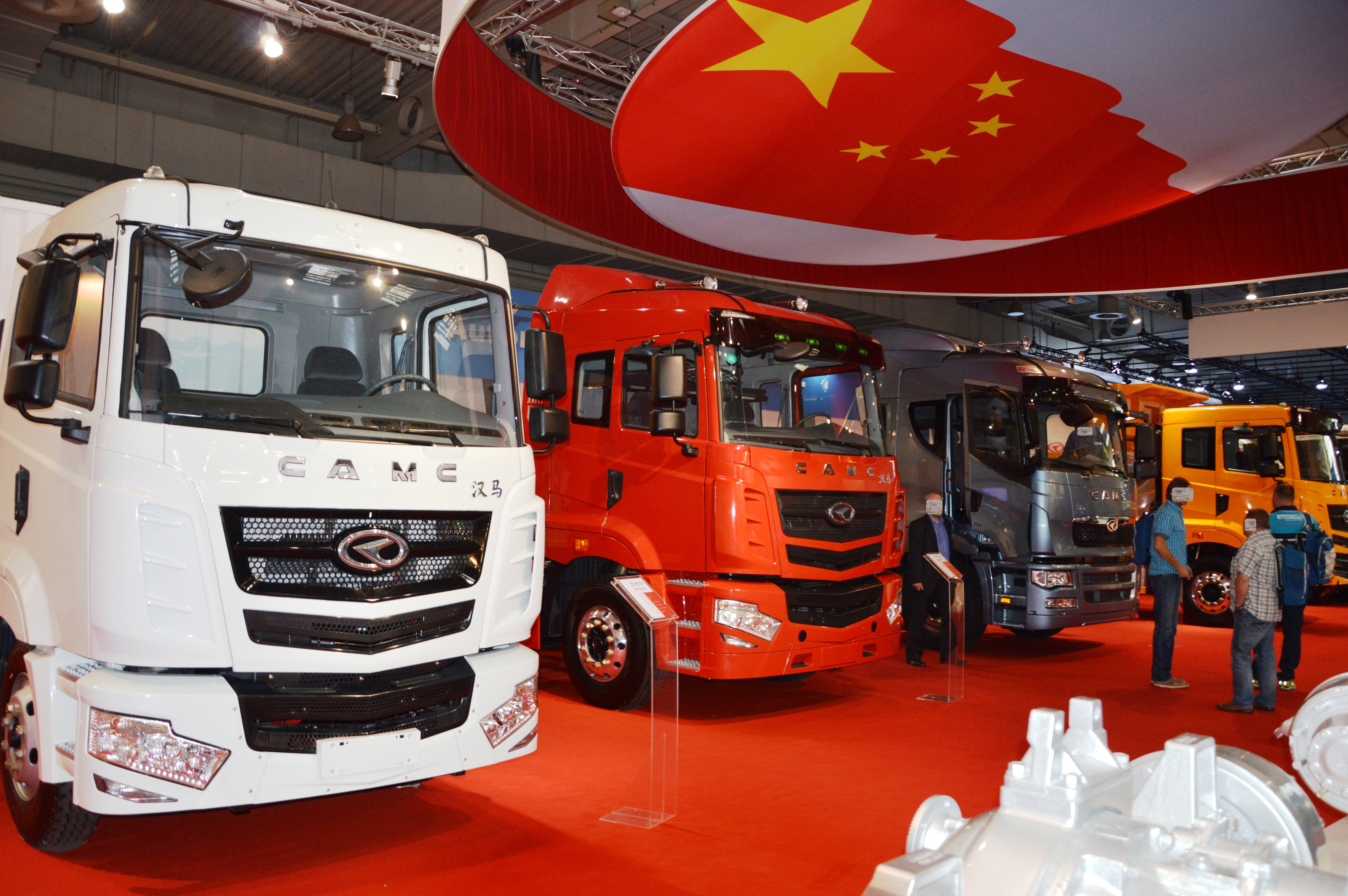
Schwere CAMC-Nutzfahrzeuge auf der IAA 2014.

Kernprodukt sind schwere Nutzfahrzeuge, welche unter der Marke CAMC weltweit vertrieben werden. Angeboten werden Lastkraftwagen mit bis zu vier Achsen und unterschiedlichem Aufbau, zwei- und dreiachsige Sattelzugmaschinen sowie Fahrgestelle (6x4 und 8x4), insbesondere für den Aufbau von Fahrmischern. Für die Baubranche werden Muldenkipper, Autobetonpumpen und Silofahrzeuge produziert.
Verwendet werden überwiegend Motoren von Weichai, Cummins und Iveco sowie Antriebstechnik von ZF.